# Ciril VII de Constantinoble
Ciril VII de Constantinoble (en grec Κύριλλος Ζ') va ser Patriarca de Constantinoble del 3 d'octubre de 1855 al 13 de juliol de 1860.
Va ser metropolità d'Amasya abans de succeir a Àntim VI a la seu del patriarcat de Constantinoble. No era una persona de gran cultura però va convocar una assemblea dels representants de totes les províncies del patriarcat per redactar un Reglament general. Pressionat, va dimitir l'any 1860 i es va retirar a les Illes dels Prínceps on va morir l'any 1872.